# Pilia (geslacht)
Pilia is een geslacht van spinnen uit de familie springspinnen (Salticidae).

## Soorten
De volgende soorten zijn bij het geslacht ingedeeld:
- Pilia albicoma Szombathy, 1915
- Pilia escheri Reimoser, 1934
- Pilia saltabunda Simon, 1902